# ۱۹ اوت
۱۹ اوت دویست و سی و یکمین (در سال‌های کبیسه دویست و سی و دومین) روز سال در گاه‌شماری میلادی است. ۱۳۴ روز تا پایان سال باقی‌است.

## رویدادها
- ۱۹۱۴ - پیمان اتحاد عثمانی و بلغارستان در صوفیه امضا شد.
- ۱۹۱۹ - افغانستان استقلال کامل خود را از بریتانیا کسب کرد.
- ۲۰۰۲ - در اثر حمله شورشی‌های جدایی‌طلب به یک بالگرد میل-۲۶ ارتش روسیه در نزدیکی گروزنی، پایتخت چچن، ۱۲۷ تن از ۱۴۰ سرنشین بالگرد کشته شدند.
- ۲۰۰۳ - در اثر انفجار یک کامیون انتحاری در مجاورت نمایندگی سازمان ملل متحد در بغداد ۲۳ نفر از جمله سرجیو دو مللو، نماینده سازمان ملل متحد، کشته شدند.
- ۲۰۰۳ - در اثر حمله انتحاری عامل حماس به یک اتوبوس در بیت‌المقدس، ۲۳ اسرائیلی کشته شدند.
- ۲۰۰۵ - نخستین رزمایش مشترک نظامی با نام «مأموریت صلح ۲۰۰۵» بین روسیه و چین آغاز شد.
- ۲۰۰۹ - در اثر انفجار همزمان سه خودروی بمب‌گذاری شده و حملات خمپاره‌ای همراه آن در بغداد، پایتخت عراق، ۱۰۱ تن کشته و بیش از ۵۰۰ تن دیگر زخمی شدند.
- ۲۰۱۰ - با گذر آخرین تیپ رزمی آمریکایی از مرز و ورود آن‌ها به کویت، جنگ عراق خاتمه یافت.
- ۲۰۱۲ - در اثر سقوط و برخورد یک هواپیمای آنتونف سودانی در نزدیکی شهر تاولودی با کوه، همه ۳۲ سرنشین هواپیما از جمله چند مقام بلندپایه دولتی و نظامی کشته شدند.
- ۲۰۱۳ - در اثر سانحه ریلی در استان بهار هند ۳۷ تن کشته و ده‌ها تن دیگر زخمی شدند.

## زادروزها
- ۱۸۳۰ - جولیوس لوتار میر، شیمی‌دان آلمانی
- ۱۸۴۳ - چارلز داوتی، شاعر، نویسنده و جهانگرد انگلیسی
- ۱۸۴۸ - گوستاو کایبوت، نقاش دریافتگرای فرانسوی
- ۱۸۷۲ - مارثا روت، شخصیت مذهبی آمریکایی
- ۱۸۸۱ - ژرژ انسکو، آهنگساز، نوازنده، رهبر ارکستر و معلم موسیقی رومانیایی
- ۱۸۹۵ - پرسی بارتون، فوتبالیست انگلیسی
- ۱۹۰۰ – جان دالرد، دانشمند، پژوهشگر و روانشناس اهل ایالات متحده آمریکا (د. ۱۹۸۰)
- ۱۹۳۰ - فرانک مک‌کورت، معلم و نویسنده ایرلندی‌تبار آمریکایی
- ۱۹۴۰ - جانی نش، خواننده و ترانه‌سرای آمریکایی
- ۱۹۴۵ - ایان گیلان، خواننده و ترانه‌سرای انگلیسی
- ۱۹۴۶ - چارلز بولدن، فضانورد و نظامی آمریکایی
- ۱۹۴۸ - 
  - توشیو سوزوکی، تهیه‌کننده ژاپنی
  - حمده خمیس، شاعر و روزنامه‌نگار بحرینی-اماراتی.[۱]
- ۱۹۵۱ - جان دیکن، موسیقیدان بریتانیایی
- ۱۹۵۱ - ژان لوک ملانشن، سیاست‌مدار فرانسوی
- ۱۹۵۳ - نانی مورتی، کارگردان، تهیه‌کننده و فیلم‌نامه‌نویس ایتالیایی
- ۱۹۶۹ - متیو پری، بازیگر، نویسنده و کارگردان آمریکایی
- ۱۹۷۳ - مارکو ماتراتسی، فوتبالیست ایتالیایی
- ۱۹۷۵ - آگوستینو ایموندی، مستندساز و کارگردانی ایتالیایی
- ۱۹۷۹ - یائل، خواننده، آهنگساز، شاعر سوئیسی
- ۱۹۸۲ - رایان ولنتاین، فوتبالیست ولزی
- ۱۹۸۳ - ریوا استین کمپ، مدل و مانکن نامدار آفریقای جنوبی
- ۱۹۸۶ - گیرمو تورس کروانتس، کشتی‌گیر مکزیکی
- ۱۹۸۶ - سائوری کیمورا، والیبالیست زن ژاپنی
- ۱۹۹۷ – آدرین کوستا، دوچرخه‌سوار آمریکایی

## درگذشتگان
- ۹۴۷ - ابویزید، رهبر اباضیِ شورش علیه فاطمیان.[۲]
- ۱۴۹۳ - فریدریش سوم، امپراتور مقدس روم (ز. ۱۴۱۵)
- ۱۹۱۵ - توفیق فکرت، شاعر تُرکی عثمانی
- ۱۹۹۴ - لینوس پاولینگ، دانشمند، فعال صلح آمریکایی

## مناسبت‌ها
- روز جهانی انسان دوستی
- روز استقلال افغانستان
- روز جهانی عکاسی